# Duketios

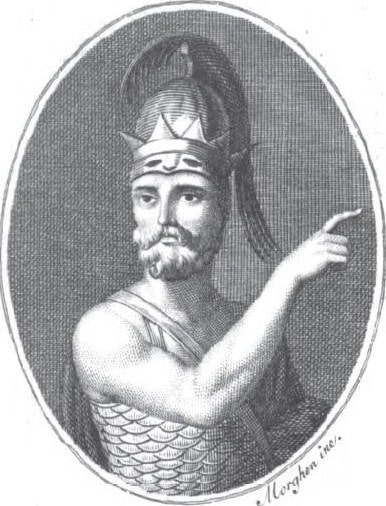
Duketios, Darstellung von Giuseppe Emanuele Ortolani, 19. Jhdt.

Duketios († 440 v. Chr.) schwang sich im 5. Jahrhundert v. Chr. zu einem Anführer der sikelischen Bevölkerung auf Sizilien gegen die dominierend gewordenen Griechen auf.
Duketios stammte aus Mineo. Als griechische Siedler immer mehr in das Landesinnere Siziliens vordrangen, vereinte er um 465 v. Chr. die Sikeler unter seiner Führung und griff griechische Siedlungen im Landesinneren an. Um 460 v. Chr. zerstörte er dabei Morgantina. Auch die Stadt Aetna (Adranon) nahm er ein. Beim Heiligtum der Paliken gründete Duketios eine neue Stadt namens Palike. Diese umgab er mit einer Mauer. Die Fruchtbarkeit des Landes und die Zahl der Einwohner ließen die Stadt aufblühen.
Als er gegen 450 v. Chr. Akragas unterstelltes Gebiet angriff, wurde er durch ein vereinigtes Heer von Syrakus und Agrigent besiegt. Die Stadt Palike wurde zerstört. Nachdem Duketios in Syrakus um Schutz gefleht hatte, wurde er verschont und nach Korinth ins Exil geschickt.
Im Jahr 446 v. Chr. kehrte er wieder nach Sizilien zurück und gründete mit sikelischen und korinthischen Siedlern die Stadt Kale Akte an der Nordküste Siziliens. Dort starb er unerwartet an einer Krankheit.